# Summer of Sam
Summer of Sam (br:O Verão de Sam) (pt: Verão Escaldante) é um filme estadunidense de 1999 do gênero drama dirigido por Spike Lee. Roteiro do diretor, junto com Victor Colicchio e Michael Imperioli. 
Baseado na história real do serial killer David Berkowitz conhecido como o "Filho de Sam".

## Sinopse
Durante o verão americano de 1977, um grupo de pessoas conhecidas entre si e que moravam no Bronx de Nova Iorque vivenciaram diversas situações-limite sob o impacto dos vários crimes cometidos nos arredores pelo maníaco sanguinário então à solta e que se autodenominava "Filho de Sam" (David Berkowitz).
Conforme a narrativa, pelas descrições das vítimas sobreviventes a comunidade ítalo-americana do bairro sabe que o criminoso é um deles. Um grupo de pequenos mafiosos-traficantes que trabalham para o chefão Luigi resolve vigiar os "suspeitos" da vizinhança a partir de uma lista preparada por eles. Desconfiam sobretudo de Ritchie, um entusiasta do movimento "punk" e que assusta a todos quando aparece com suas roupas exóticas e seu cabelo moicano. Ritchie leva uma vida secreta, dançando em bares noturnos de má fama, para conseguir ganhar dinheiro e manter a sua banda. Esse segredo aumenta as desconfianças dos mafiosos, que acham que ele entrou para alguma "seita satânica". O melhor amigo de Ritchie é Vinny, uma cabeleireiro promíscuo e que não consegue viver bem com sua esposa, a insegura e trabalhadora Dionna. Vinny tem a lealdade a seu amigo colocada à prova quando os mafiosos pedem sua ajuda para prepararem uma armadilha e "assustarem" Ritchie.

## Elenco Principal
- John Leguizamo...Vinny
- Adrien Brody...Richie
- Mira Sorvino...Dionna
- Jennifer Esposito...Ruby
- Michael Rispoli...Joey T.
- Bebe Neuwirth...Glória
- Patti LuPone...Helen
- Mike Starr...Eddie
- Anthony LaPaglia...Detetive Lou Petrocelli
- Ben Gazzara...Luigi
- Michael Badalucco...David Berkowitz/Filho de Sam
- Spike Lee...John Jeffries
- Michael Imperioli...Midnite
- Kim Director...Dee
- Jimmy Breslin...ele mesmo
- John Turturro...Demônio (voz)
- Keith Jackson ...em foto de anúncio da Excursão Mundial de 1977
- Phil Rizzuto...Em anúncio de rádio
- Willie Mays...em foto de 1954 jogando na Série Mundial
- Elvis Presley...em foto por ocasião do anúncio da sua morte